# Леандро Карузо
Леандро Рубен Карузо (на испански: Leandro Rubén Caruso) е аржентински футболист, роден на 14 юли 1981 г. в Авелянеда. Играе на поста нападател. Собственост е на италианския Удинезе, но се състезава под наем в Ривър Плейт.

## Клубна кариера
Карузо започва да тренира футбол в Индепендиенте от родния си град, а след престой в Спортиво Док Суд започва да играе футзал в Расинг.
След успешни изяви в залата се връща на зеления терен и започва да тренира с дублиращия отбор на Расинг. През 2001 г. подписва първия си договор с Арсенал де Саранди, с който печели промоция за Примера Дивисион през 2002 г. По-късно играе в различни мексикански и аржентински отбори от по-ниските дивизии. С Годой Крус от едноименния град отново печели промоция за първа дивизия през 2008 г., като през следващия сезон отбелязва 14 гола в Примера Дивисион. През лятото на 2009 г. преминава в Удинезе за 4 милиона евро, подписвайки петгодишен договор. Само след един месец обаче Карузо отива под наем във Велес Сарсфийлд, а през следващото лято отново под наем в Ривър Плейт.